# سیارک ۱۹۶۷۷۲
سیارک ۱۹۶۷۷۲ (به انگلیسی: 196772 Fritzleiber، نامگذاری:2003SQ170)۱۹۶۷۷۲مین سیارک کشف شده‌است که در ۲۳ سپتامبر ۲۰۰۳ کشف شد.